# ماحس
ماحس (به انگلیسی: Maahes) پسر رع، یک ایزد مصری هست که نامش به معنی «او کسی است که واقعاً کنار اوست» است. ماحس خدای مرتبط با جنگ، حفاظت، و آب و هوا می‌باشد.

## منشأ
اولین حضور ثبت شده از ماحس مربوط به پادشاهی جدید مصر باستان می‌باشد. برخی از مصرشناسان اظهار داشته‌اند که ماحس منشأ خارجی داشته‌است. در واقع شواهدی وجود دارد که او ممکن است مشابه با شیر خدا پرستش شده در نوبیا و صحرای غربی مصر باشد.

## نام
نام ماحس در هیروگلیف با شیر نر آغاز می‌شود، که به معنی «کسی که می‌تواند» می‌باشد، با این حال او را نیز خورنده گناهان نیز می‌شناسند.

## پیکر بندی
ماحس اغلب به صورت یک انسان با سر یک شیر نر، به تصویر کشیده شده‌است.